# 倫敦街角
《倫敦街角》是一首由拉爾富·麥可泰爾所寫的民歌。最先收錄的是麥可泰爾1969年的Spiral Staircase ( 螺旋梯級 ) ，但未有出版。1974年開始以單曲形式推出。此曲是他工作的最大成功，在英國單曲排行榜榜列第二，也為他取得了伊沃‧諾維盧獎。
此曲是取自麥可泰爾在歐洲看見別人在街上賣藝和搭便車旅行的經驗，其中以倫敦和巴黎為甚。巴黎的故事出現較少，倫敦則較多。此曲提及日常生活中無家可歸、孤獨的老人、在社會中被忽略和忘記的一群，和我們的生活有很大的對比。
歌詞旋律有少部分和1677年帕海貝爾的D大調卡農 類似，主要段落如吉他調整和彈奏風格則和1967年 阿爾‧史特瓦特的“噢！薩繆爾，你改變不少！”(Oh Samuel, How You've Changed! )類近。

## 外部連結
- BBC第二台和麥可泰爾的訪問 （页面存档备份，存于）